# ناوگان شمالی
ناوگان شمال روسیه (روسی: Северный флот) ناوگان دریایی زیرمجموعه نیروی دریایی روسیه است، که در سال ۱۷۳۳ تأسیس شد.